# Аутлук (Вашингтон)
Аутлук (англ. Outlook) — переписна місцевість (CDP) в США, в окрузі Якіма штату Вашингтон. Населення — 317 осіб (2020).

## Географія
Аутлук розташований за координатами 46°19′52″ пн. ш. 120°5′34″ зх. д. / 46.33111° пн. ш. 120.09278° зх. д. (46.331153, -120.092812).  За даними Бюро перепису населення США в 2010 році переписна місцевість мала площу 0,34 км², уся площа — суходіл.

## Демографія
Згідно з переписом 2010 року, у переписній місцевості мешкали 292 особи в 77 домогосподарствах у складі 62 родин. Густота населення становила 870 осіб/км².  Було 82 помешкання (244/км²).
Расовий склад населення:
| - 60,6 % — білих - 0,3 % — чорних або афроамериканців - 0,3 % — азіатів - 33,9 % — осіб інших рас |

До двох чи більше рас належало 4,8 %. Частка іспаномовних становила 83,6 % від усіх жителів.
За віковим діапазоном населення розподілялося таким чином: 44,5 % — особи молодші 18 років, 47,3 % — особи у віці 18—64 років, 8,2 % — особи у віці 65 років та старші. Медіана віку мешканця становила 23,0 року. На 100 осіб жіночої статі у переписній місцевості припадало 98,6 чоловіків;  на 100 жінок у віці від 18 років та старших — 90,6 чоловіків також старших 18 років.
За межею бідності перебувало 93,8 % осіб, у тому числі 100,0 % дітей у віці до 18 років та 0,0 % осіб у віці 65 років та старших.
Цивільне працевлаштоване населення становило 19 осіб. Основні галузі зайнятості: освіта, охорона здоров'я та соціальна допомога — 57,9 %, науковці, спеціалісти, менеджери — 42,1 %.